# 애덤 웨이크먼
애덤 웨이크먼(Adam Wakeman, 1974년 3월 11일 ~ )는 잉글랜드의 음악가이다.